# Mogens Lindhardt
 Der er for få eller ingen kildehenvisninger i denne artikel, hvilket er et problem. Du kan hjælpe ved at angive troværdige kilder til de påstande, som fremføres i artiklen.

Mogens Lindhardt (født 16. december 1946 i Aarhus) er en dansk præst, og rektor for Pastoralseminariet i København. 
Mogens voksede op i en rendyrket præstefamilie. Han er søn af professor dr.theol. P.G. Lindhardt og Gerda Winding. Han er lillebror til Roskilde Stifts tidligere biskop Jan Lindhardt. Lindhardt betragtes som en af de mindst ortodokse stemmer i det hjemlige teologiske miljø. 
Han er gift med overlæge Anne Lindhardt og er far til skuespilleren Thure Lindhardt. Han er ansat ved Pastoralseminariet og desuden tilknyttet Vor Frelsers kirke i København.